# 兎谷川
兎谷川（うさぎだにがわ）は、熊本県熊本市北区を流れる坪井川水系の二級河川である。

## 地理
熊本県熊本市北区兎谷付近に源を発し西流。清水本町付近で万石川に合流する。

## 流域自治体
熊本県
熊本市（北区）

## 橋梁
- 兎谷川3号橋
- 兎谷川2号橋
- 兎谷川1号橋
- 清水東町第1号橋
- 松亀二号橋

## 周辺情報
- 岩倉山
- 熊本県立熊本北高等学校
- 陸上自衛隊第8師団北熊本駐屯地
- 万石公園
- 清水ヶ丘保育園
- 万石昭和団地
- 兎谷公園
- 熊本県営北津留団地
- 万石川緑地